# خنسو
| Aa1 · N35 · O34 | M23 | G43 | A40 |

| Aa1 · N35 · O34 | M23 | G43 | A40 |

خنسو (مصری باستان: ḫnsw؛ همچنین با صورت‌های نوشتاری: خنسو، خنس، خونس، چونس، خونشو یا کنشو؛ قبطی: Ϣⲟⲛⲥ، ت. «Shons»؛ تلفظ‌شده به صورت شُنس)، یکی از خدایان مصر باستان و خدای ماه بود. نام او به معنای «مسافر» است، که احتمالاً به حرکت شبانه‌ی ماه در آسمان اشاره دارد.
خنسو، همراه با تحوت، مسئول اندازه‌گیری گذر زمان بود و با بابون‌ها (نوعی میمون مقدس در مصر باستان) نیز مرتبط دانسته می‌شد. او نقش مهمی در آفرینش زندگی تازه در تمامی موجودات زنده داشت. در طیبه، او بخشی از سه‌گانه‌ی خانوادگیِ مقدس (معروف به «سه‌گانه تبسی») به شمار می‌رفت؛ که شامل موت (مادرش) و آمون (پدرش) می‌شد.

## ویژگی‌ها و صفات خنسو
در هنر مصر باستان، خنسو معمولاً به‌صورت مومیایی‌شده به تصویر کشیده می‌شود؛ با نماد کودکی یعنی زلف کناری (گیسوی کودکانه‌ای که از کنار سر آویزان است) و همچنین گردنبند منات به همراه عصای چوپانی (چُماق) و درفش سلطنتی. او ارتباط نزدیکی با دیگر خدایان کودک همچون حوروس و شُو دارد.
خنسو گاه با سر شاهین نیز نمایش داده می‌شود و مانند حوروس—که با او به عنوان نگهبان و درمان‌گر مرتبط است—با دیسک ماه و هلال ماه آراسته می‌گردد.
در متون اهرام و تابوت، از خنسو یاد شده و در آن‌ها چهره‌ای خشن و تهاجمی دارد، اما تا دوره پادشاهی نوین مصر به چهره‌ای برجسته بدل نمی‌شود. در این دوره است که از او با عنوان «بزرگ‌ترین خدای خدایان بزرگ» یاد می‌شود. بیشتر ساخت‌وسازهای مجموعه معبد کرنک در دورهٔ دودمان نوزدهم مصر (دوران فرمانروایی سلسله‌های رامسس) بر گرد خنسو متمرکز بود.
معبد خنسو در کرنک تا به امروز نسبتاً سالم باقی مانده است، و در یکی از دیوارهای آن اسطوره آفرینش به تصویر کشیده شده؛ جایی که خنسو به شکل مار عظیمی نشان داده می‌شود که تخم کیهانی را بارور کرده و به این ترتیب، جهان را می‌آفریند.
شهرت خنسو به عنوان یک شفادهنده، فراتر از مرزهای مصر رفت؛ در استل بنت‌رش آمده که شاهزاده‌دختِ باختر پس از رسیدن تصویر خنسو، به‌طور معجزه‌آسا از بیماری شفا یافت.[۴] همچنین، بطلمیوس چهارم فیلوپاتور، پس از درمان شدن از بیماری، خود را «محبوب خنسویی که اعلی‌حضرت را محافظت کرده و ارواح پلید را دور می‌راند» نامید.
مراکز پرستش خنسو شامل شهرهای ممفیس، هِیبیس و اِدفو بوده است.

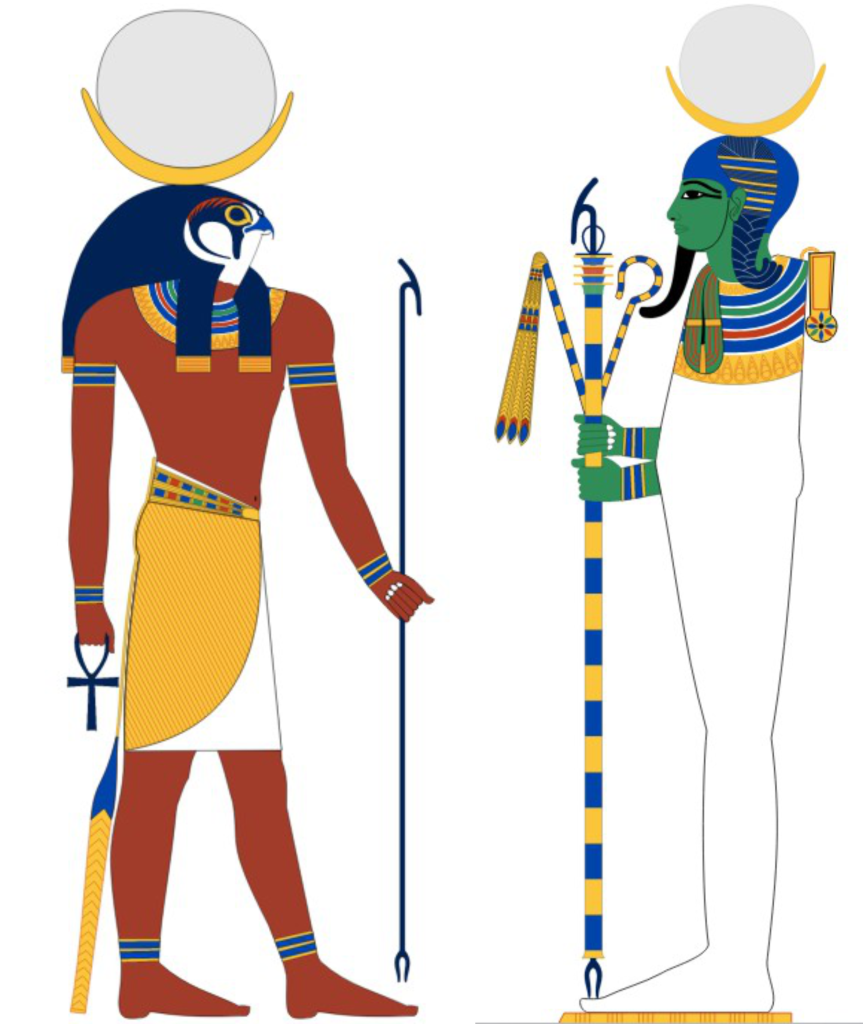
خنسو در دو شکل با سر انسان و سر شاهین

## معبد خنسو
بزرگ‌ترین و شناخته‌شده‌ترین معبد خنسو در اطراف شهر کرنک بنا شده که در نزدیکی معبد پدرش آمون و مادرش موت است. در اواخر پادشاهی جدید، فرعون رامسس سوم با شروع ساخت معبد عظیمی به خنسو خدمت کرد. چنین بنای یادبود عظیمی، هرگز توسط خود رامسس سوم به پایان نرسید اما توسط حاکمان بعدی از جمله ژنرال‌های لیبی که مصر علیا را کنترل می‌کردند، تکمیل شد. حتی امروزه هم خرابه‌های معبد هنوز بسیار باشکوه است. داخل معبد خنسو کنده کاری‌ها و نقاشی‌های مهمی مربوط به خنسو و آمون و موت وجود دارد.

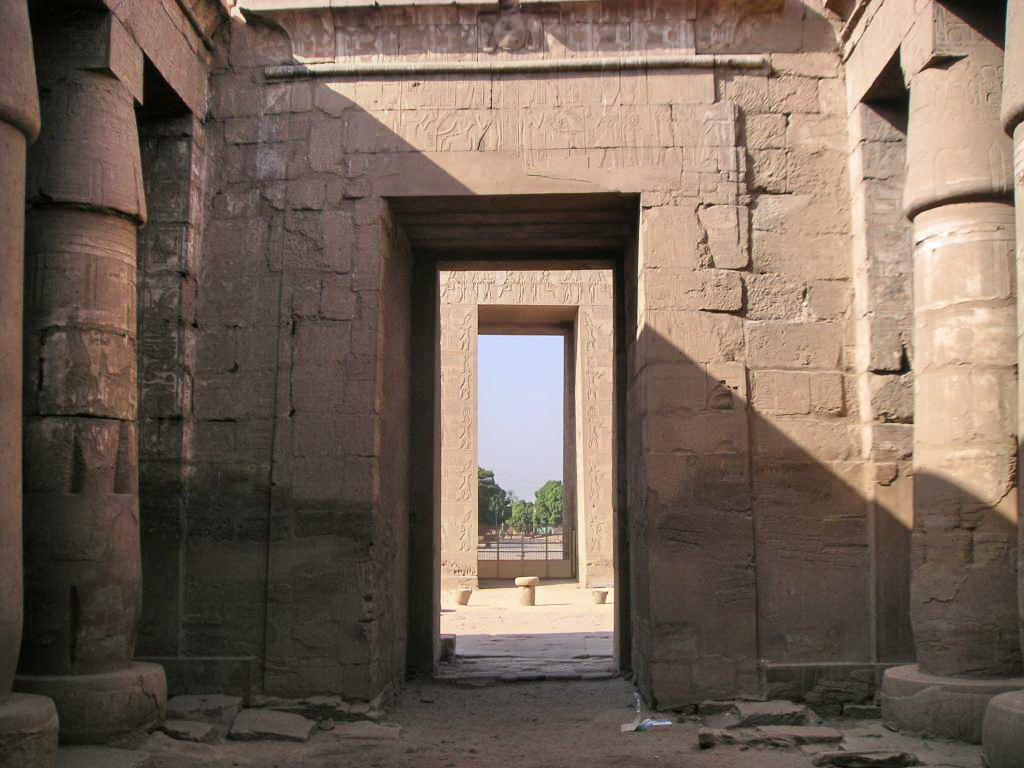
تصویری از معبد خنسو در کرنک